# Аделхайд фон Анхалт-Бернбург
Вижте пояснителната страница за други личности с името Аделхайд.
Аделхайд фон Анхалт-Бернбург (на немски: Adelheid von Anhalt-Bernburg; † сл. 1434) от фамилията Аскани е принцеса от Анхалт-Бернбург и чрез женитба графиня на Шпигелберг.

## Произход
Тя е единствената дъщеря на княз Бернхард V фон Анхалт-Бернбург († 1410/1420) и съпругата му Елизабет фон Хонщайн-Келбра († сл. 1426), дъщеря на граф Улрих III от Хонщайн-Келбра-Морунген († 1414) и принцеса Агнес фон Брауншвайг-Люнебург-Грубенхаген († 1394).

## Фамилия
Първи брак: с херцог Фридрих фон Брауншвайг-Остероде († 1420). Те имат един син:
- Ото II (1396 – 1452), херцог на Брауншвайг-Остероде (1421 – 1452)

Втори брак: пр. 24 март 1415 г. се омъжва за граф Мориц IV 'Млади' фон Шпигелберг († 26 ноември 1434), вдовец на Ирмгард фон Липе († 6 февруари 1410), син на граф Мориц III фон Шпигелберг († сл. 1421) и Валбург фон Вунсторф († сл. 21 март 1403). Тя е втората му съпруга. Той е убит на 26 ноември 1434 г. в битката при Ринтелн в Долна Саксония. Те имат децата:
- Йохан II († 20 март 1480), граф на Шпигелберг
- Герт († 1477)
- Валбург († 21 март 1509), канонеса в Есен (ок. 1430), абатиса на Вунсторф (1468 – 1507)
- Мориц († сл. 1439)
- дъщеря († 1458), канонеса в Гересхайм
- Бернд († сл. 1472)
- Имберх († 1458), каноник в Есен (1445)
- син († 1439)